# József
A József héber eredetű férfinév. Jelentése: Jahve gyarapítson illetve Isten tegyen a most született gyermekekhez. John Marco Allegro szerint a kő jelentésű héber jaspis szó származéka. Ez a főpapok palástján és mellén hordott drágakő díszekre vésett törzsi jelekre utal. Női párja: Jozefa, Jozefin, Jozefina 

## Gyakorisága
Magyarországon a 18. századtól kezdve a leggyakoribb férfinevek között van. Az 1970-es évektől veszített a népszerűségéből, de még az 1990-es években is igen gyakori név, a 2000-es években a 28-43. legnépszerűbb férfinév.

## Névnapok
- március 17.[2]
- március 19.[2]
- április 7.[2]
- április 16.[2]
- május 1.[2]
- augusztus 25.[2]
- augusztus 27.[2]
- szeptember 18.[2]

### Népi hitvilág
Sándor, József, Benedek zsákban hoznak meleget. Március 18-án, 19-én és 21-én van a legismertebb névnapjuk. Ezután a néphit szerint meleg jön.

## Idegen nyelvű változatai
- angolul: Joseph
- csehül: Josef
- finnül: Jooseppi
- grúzul: Joszeb (იოსებ)
- lengyelül: Józef
- németül: Josef, Joseph, Joschka, Jupp
- olaszul: Giuseppe
- oroszul: Joszif (Иосиф)
- portugálul: José
- románul: Iosif
- spanyolul: José
- svédül: Josef
- szerbül: Joszip (Jocиф)
- szlovákul: Jozef
- törökül: Yusuf
- vietnámiul: Giô-sép

## Híres Józsefek
| - József, bibliai ősatya, Jákob fia - Szent József, Jézus nevelőapja - Arimathiai József - Kalazanci Szent József, a piarista rend megalapítója - Andrási Ádám János József katonatiszt, jogász - Antall József történész, miniszterelnök - Arenstein József matematikus - Bánlaky József honvédtiszt, hadtörténész - Bayer József Ágost honvéd ezredes - Bem József Lengyelország és Magyarország hős hadvezére - Benkő József botanikus, történész, teológus - Béres József biokémikus, kutató (Béres-csepp) - Beszédes József vízépítő mérnök - Bihari József színművész - Borsos József festőművész - Bozsik József labdarúgó, edző - Copertinói Szent József ferences misztikus - Chudy József zeneszerző, karmester; az első magyar opera szerzője - Csermák József olimpiai bajnok kalapácsvető - Darányi József atléta - Dobay József honvéd ezredes - Egry József festőművész - Eötvös József író, tudós, MTA elnök, kultuszminiszter - Ferenczy József festőművész - Finkey József bányamérnök, az MTA tagja - Finta József építész, az MTA tagja - Fischer József (építész, 1873–1942) építész - Fischer József (építész, 1901–1995) építész - Fitz József könyvtörténész, könyvtáros - Gál József világbajnok birkózó - Galamb József gépészmérnök, autókonstruktőr - Gregor József operaénekes (basszus) - Gyulai József fizikus, az MTA tagja - Hajnóczy József jogász, a magyar jakobinusok egyike - Hámori József biológus, az MTA tagja, miniszter - Hild József építész - Horti József biológus, tanár, a Természet Világa olvasószerkesztője, a Hirlapkiadó vezérigazgtója - Joachim József hegedűművész - Joachim József szobrász, festőművész - Kalapács József énekes - Katona József író - Katona József úszó - Kiss József író, rendező, színművész - Knoll József farmakológus, az MTA tagja - Kovács József: lásd a Kovács József egyértelműsítő lapot - Körner József Kossuth- és Ybl-díjas építész - Kriehuber József festő - Lenhossék József híres orvosdinasztia képviselője, az MTA tagja, a funkcionális anatómia iskolateremtő egyénisége - Lugossy József nyelvész, orientalista, az MTA tagja - Lukács József villamosmérnök, az MTA tagja - Madaras József színművész - Madzsar József orvos, társadalomtudós, szociálpolitikus - Marastoni József festőművész, litográfus - Markos József (Alfonzó) színész, humorista - Marosi József olimpiai ezüstérmes vívó - Molnár József: lásd a Molnár József egyértelműsítő lapot - Mukk József operaénekes - Nepp József rajzfilmrendező - Nyirő József író - Öveges József fizikus, piarista rendi szerzetes - Palotás József olimpiai bronzérmes birkózó - Pálinkás József fizikus, az MTA tagja, miniszter - Petrétei József jogász, miniszter - Petzval József mérnök, matematikus - Pogány József politikus - Pulitzer József magyar születésű amerikai újságíró - Rády József olimpiai bajnok vívó - Reményi József szobrász, érem- és plakettművész - Réti József operaénekes - Rippl-Rónai József festőművész - Romhányi József a „Rímhányó” költő, - Sas József színművész - Schweidel József honvéd tábornok, az aradi vértanúk egyike - Schweitzer József nyugalmazott főrabbi - Simándy József operaénekes, hőstenor - Somogyi József szobrászművész - Szabó József geológus - Szabó József olimpiai bajnok úszó - Szájer József politikus - Szeiler József labdarúgó - Szinnyei József könyvtáros, bibliográfus - Szíva József iskolateremtő pedagógus, Antall József tanártársa - Teleki József gróf, nyelvész, történész, az MTA alapító elnöke, Erdély főkormányzója - Tigyi József biofizikus, az MTA tagja - Torgyán József politikus - Ujfalussy József zenetudós, az MTA tagja - Utassy József költő - Várszegi József olimpiai bronzérmes atléta, gerelyhajító - Vekerdi József Széchenyi-díjas nyelvész - Vértesy József olimpiai bajnok vízilabdázó - Vidos József nemzetőr parancsnok, kormánybiztos - Wunderlich József magyar színész - Wysocki József honvéd tábornok | - Ferenc József osztrák császár, magyar király - I. József német-római császár, magyar király - II. József német-római császár, magyar király - József nádor királyi helytartó - József Ágost főherceg az MTA elnöke - José María Aznar spanyol politikus - Joseph Barbera amerikai rajzfilmkészítő, producer - José Carreras katalán operaénekes - Joseph Conrad író - José Cura operaénekes - Giuseppe Farina a Formula–1 első világbajnoka - Joschka Fischer német politikus - Joseph Fourier matematikus - Giuseppe Garibaldi olasz szabadsághős - Joseph Goebbels propagandaminiszter - Francisco José de Goya y Lucientes spanyol festő - Josep Guardiola labdarúgó, edző - Josef Haltrich erdélyi szász történész, néprajzkutató - Joseph Haydn német zeneszerző - Joseph Heller amerikai író - Jupp Heynckes futballtréner - Joseph Louis Lagrange matematikus - Giuseppe Tomasi di Lampedusa olasz író - Josef von Lerchenfeld erdélyi szász botanikus - Josef Mengele náci orvos - Josef Mohr osztrák zeneszerző - José Mourinho futballtréner - Giuseppe Peano olasz matematikus - Joseph Wenzel Radetzky osztrák császári-királyi tábornagy - Joseph Ratzinger XVI. Benedek pápa - José Rizal nemzeti hős a Fülöp-szigeteken - Józef Rotblat fizikus - José Saramago portugál író Nobel-díjas - Josef Stefan szlovén matematikus, fizikus - Joszif Visszarionovics Sztálin szovjet diktátor - Josip Broz Tito a „második” Jugoszlávia első számú vezetője - Giuseppe Verdi zeneszerző |